# 250-ті
Триває криза третього століття в Римській імперії — імператори, здебільшого з полководців, змінюються швидко і правлять недовго. У Китаї — Період трьох держав, у Персії — імперія Сассанідів.
На території лісостепової України Черняхівська культура. У Північному Причорномор'ї готи й сармати.

## Події
- Чума Кипріяна в Римській імперії.
- На кордони імперії розпочали натиск готи.
- Посилюються переслідування християн.